# Ardeadoris undaurum
Espèce
Ardeadoris undaurum est une espèce de mollusques nudibranches de la famille des Chromodorididae et du genre Ardeadoris.

## Répartition
Cette espèce se rencontre dans l'Ouest du bassin Indo-Pacifique. Elle est notamment présente en Australie,,,, en Indonésie, au Sri Lanka, à Oman, au Kenya, sur l'île de la Réunion, au Mozambique et en Afrique du Sud.

## Habitat
Ardeadoris undaurum affectionne les récifs rocheux subtropicaux.

## Description
Ardeadoris undaurum peut mesurer de l'ordre de 55 mm de long.
La partie dorsale est large avec un étroit chevauchement du manteau. La jupe du manteau est épaisse avec une seule paire d'ondulations permanentes. Le dos de l'animal est gris à blanc cassé avec des pustules blanches légèrement surélevées de forme irrégulière. La jupe du manteau est plus blanche que le dos avec seulement quelques petites pustules blanches. La marge est jaune citron. Les rhinophores sont très petits avec les lamelles indistinctes. La moitié distale des rhinophores est jaune citron translucide et la moitié proximale est jaune translucide plus pâle avec en arrière une ligne opaque jaune plus brillante vers la pointe. Les branchies sont blanc translucide avec une ligne blanche opaque de chaque côté du rachis, des pointes rouges et une ligne rouge courte partant des extrémités. 

## Publication originale
- Rudman, W. B. 1985. The Chromodorididae (Opisthobranchia: Mollusca) of the Indo-West Pacific: Chromodoris aureomarginata, C. verrieri and C. fidelis colour groups. Zoological Journal of the Linnean Society, 83: 241-299 [248].

## Taxonomie
Cette espèce a été nommée par le zoologiste William B. Rudman en 1985 sous le protonyme Glossodoris undaurum et transférée dans le genre Ardeadoris. 